# Горинское (Брейтовский район)
Горинское — село в Брейтовском районе Ярославской области России. Входит в состав Прозоровского сельского поселения.

## География
Село находится в северо-западной части области, в подзоне южной тайги, на правом берегу реки Сёблы, при автодороге 78Н-0146, на расстоянии примерно 20 километров (по прямой) к северо-западу от села Брейтово, административного центра района. Абсолютная высота — 131 метр над уровнем моря.

### Климат
Климат характеризуется как умеренно континентальный, с относительно тёплым влажным летом и умеренно холодной зимой. Среднегодовая температура воздуха — 3,2 °C. Средняя температура воздуха самого холодного месяца (января) — −11 °C (абсолютный минимум — −38 °C), средняя температура самого тёплого (июля) — 18 °С (абсолютный максимум — 37 °С). Безморозный период длится около 133 дней. Годовое количество атмосферных осадков составляет 597 мм, из которых большая часть (около 418 мм) выпадает в тёплый период.

### Часовой пояс
Горинское, как и вся Ярославская область, находится в часовой зоне МСК (московское время). Смещение применяемого времени относительно UTC составляет +3:00.

## История
Деревянная церковь на каменном фундаменте с колокольней была построена в 1780 году на средства прихожан. Престолов в ней было три: во имя Благовещенья Пресвятой Богородицы, во имя Казанской иконы Божией Матери, во имя святителя Николая Мир Ликийских, чудотворца. Каменный храм Благовещения Пресвятой Богородицы в селе Горинское строился в 1913-1917 годах и в нём успели провести всего одну службу. 
В конце XIX — начале XX века село входило в состав Прозоровской волости Мологского уезда Ярославской губернии.
С 1929 года село входило в состав Прозоровского сельсовета Брейтовского района, с 2005 года — в составе Прозоровского сельского поселения.

## Население
| 1859 | 1914 | 2002 | 2007 | 2010 |
| ---- | ---- | ---- | ---- | ---- |
| 111  | ↗179 | ↗223 | ↘60  | ↘35  |

### Национальный состав
Согласно результатам переписи 2002 года, в национальной структуре населения русские составляли 89 % из 62 чел.

## Достопримечательности
В селе расположена действующая Церковь Благовещения Пресвятой Богородицы (1917).